# Oliver Lindsay-Hague
Pour les articles homonymes, voir Lindsay et Hague.

a Compétitions nationales et continentales officielles uniquement.

b Matchs officiels uniquement.
Dernière mise à jour le 11 mars 2017.
Oliver Lindsay-Hague, né le 8 octobre 1990 à Londres, est un joueur britannique de rugby à sept et de rugby à XV. International anglais de rugby à sept, il représente dans ce même code l'équipe de Grande-Bretagne qui remporte la médaille d'argent lors du tournoi masculin des Jeux olympiques d'été de 2016 à Rio de Janeiro.